# Sarah Köhler
Sarah Köhler (ur. 20 czerwca 1994 w Hanau) – niemiecka pływaczka specjalizująca się w stylu dowolnym, brązowa medalistka igrzysk olimpijskich, wicemistrzyni świata, mistrzyni Europy na krótkim basenie, wicemistrzyni Europy na basenie 50-metrowym.

## Kariera pływacka
W 2015 roku na mistrzostwach świata w Kazaniu zajęła siódme miejsce na dystansie 800 m stylem dowolnym, uzyskawszy czas 8:23,67.
Rok później, podczas igrzysk olimpijskich w Rio de Janeiro uplasowała się w tej konkurencji na ósmej pozycji (8:27,75). Na 400 m kraulem z czasem 4:06,55, Köhler zajęła dziesiąte miejsce. Płynęła również w 
sztafecie 4 × 200 m stylem dowolnym, która została sklasyfikowana na 12. pozycji.
W 2017 roku na letniej uniwersjadzie w Tajpej wygrała finał na 400 metrów stylem dowolnym, ustanawiając nowy rekord uniwersjady – 4:03,96. Zdobyła również srebrne medale na 800 i 1500 metrów.
Podczas igrzysk olimpijskich w Tokio zdobyła brązowy medal na dystansie 1500 m stylem dowolnym i czasem 15:42,91 poprawiła rekord swojego kraju.